# Чернелевцы
Чернелевцы (укр. Чернелівці) — село в Деражнянском районе Хмельницкой области Украины.
Население по переписи 2001 года составляло 198 человек. Почтовый индекс — 32232. Телефонный код — 3856. Занимает площадь 1,514 км². Код КОАТУУ — 6821584403.

## Местный совет
32232, Хмельницкая обл., Деражнянский р-н, с. Клопотовцы, ул. Центральная, 19